# Büchler Dávid
Büchler Dávid (Szőgy, 1815 – Pásztó, 1907. szeptember 18.) rabbi.

## Élete
Pásztói rabbi, apja Büchler Falk (Fülöp), szőgyi, később szécsényi rabbi volt. Édesanyja Jomant Julianna. 1839–1847-ig Bicskén, attól kezdve haláláig Pásztón működött hatvanegy éven át. Neve a Jehudó Jaale döntvénytárban többször előfordul. Leszármazottjai szintén mint rabbik működtek.